# کاترپیلار

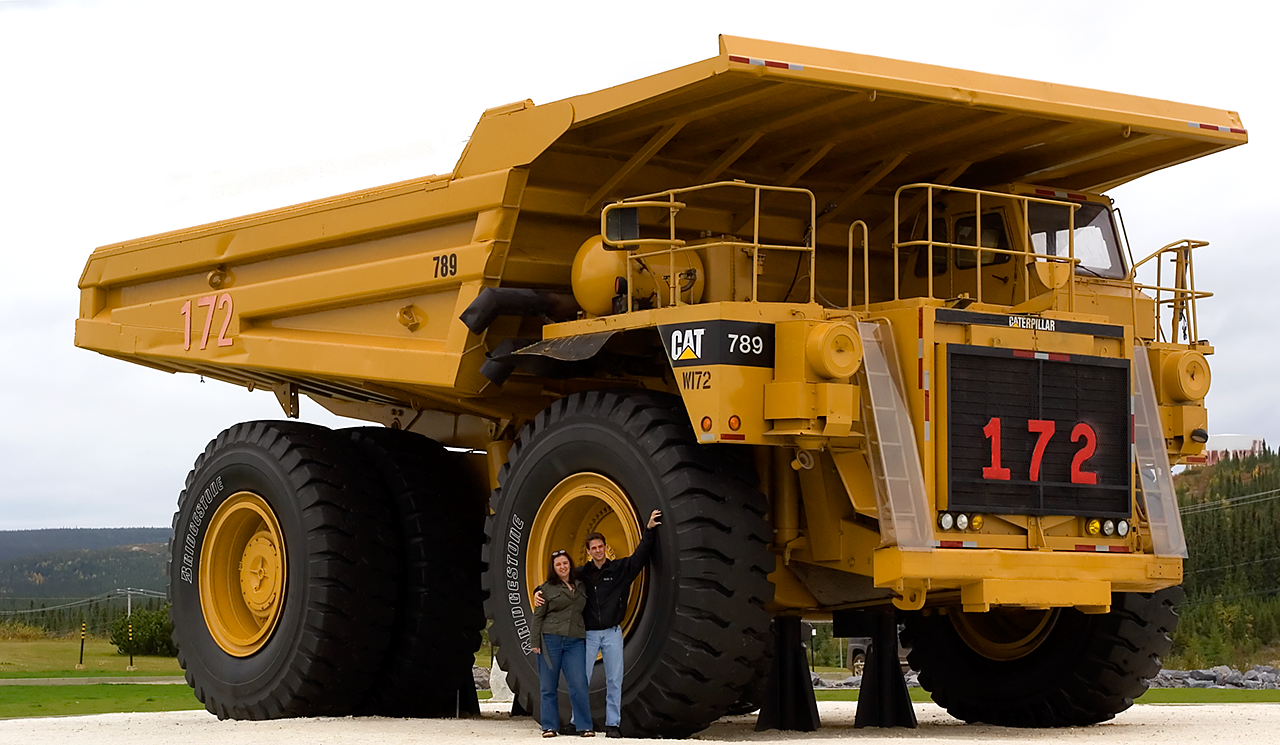
هال‌تراک کاترپیلار در ایالت کبک، کانادا

کاترپیلار (به انگلیسی: Caterpillar) شرکت صنایع سنگین آمریکایی است که در زمینه توسعهٔ فناوری، طراحی، مهندسی و ساخت موتورهای دیزلی و گازی، توربین‌های گاز، تجهیزات سنگین، ماشین‌آلات کشاورزی، لیفتراک‌ها، لوکوموتیوها، پمپ‌های هیدرولیک، گیربکس‌ها، اکسل‌ها، الکتروموتورها و کامیون‌ها فعالیت می‌کند و به‌عنوان بزرگ‌ترین سازنده ماشین‌آلات عمرانی و معدنی جهان شناخته می‌شود.
شرکت کاترپیلار در سال ۱۹۲۵ توسط بنجامین هولت و از ادغام شرکت تراکتورسازی سی.ال. بست با شرکت کارخانجات هولت، تأسیس گردید. این کورپوریشن در سال ۲۰۱۸ در فهرست فرچون ۵۰۰ رتبه ۶۵ از بزرگترین شرکت‌های ایالات متحده و در فهرست فرچون جهانی ۵۰۰، رتبه ۲۳۸ از بزرگترین شرکت‌های جهان را به خود اختصاص داد.
دفتر مرکزی کاترپیلار در شهر دیرفیلد، ایلینوی قرار دارد و بخشی از سهام آن در بازار بورس نیویورک معامله می‌شود و یکی از شرکت‌های شاخص اس اند پی ۵۰۰ و نیز میانگین صنعتی داو جونز به‌شمار می‌آید. کاترپیلار با برند CAT و رنگ زرد محصولاتش، شناخته می‌شود.

## تاریخچه

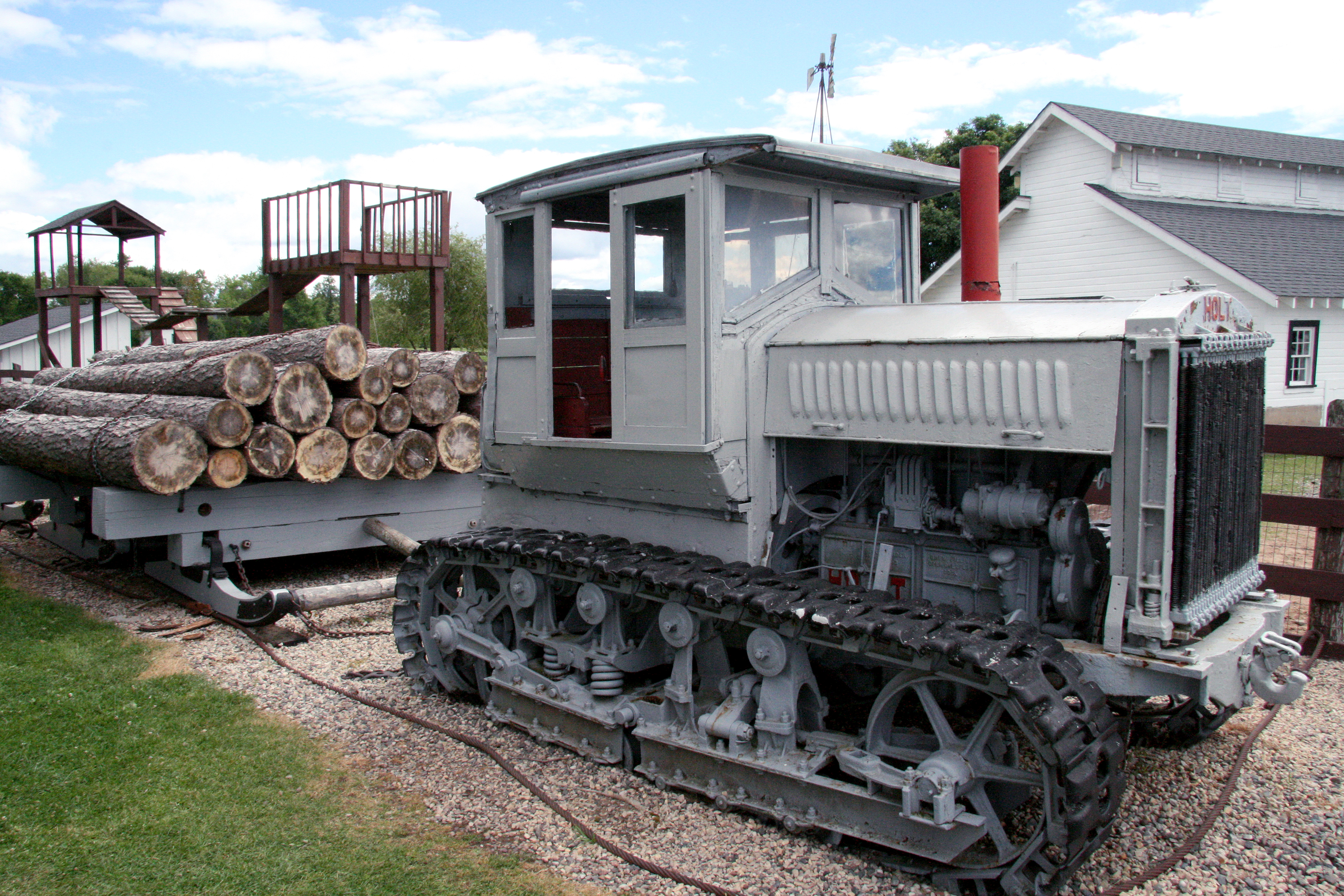
(HOLT (before 1925

داستان کاترپیلار به اواخر قرن نوزدهم میلادی برمی‌گردد، هنگامی‌که دانیل بست و بنجامین هولت، با روش‌هایی تلاش در به‌کارگیری تراکتورهای بخار در زمین‌های کشاورزی کردند. تا سال ۱۹۰۴ میلادی، این تراکتورهای بزرگ بخار به مدت ۱۴ سال مزارع کالیفرنیا را شخم‌زده‌بودند و گه‌گاهی در خاک‌های نرم کشتزارهای کالیفرنیا، به‌ویژه پس از بارش باران، گرفتار می‌شدند. خلاص کردن این تراکتورهای عظیم حتی با داشتن اسب بخارهای بالا بسیار مشکل بود.
بنجامین هولت ایده‌ای داشت: چرا این ماشین‌آلات حرکت نکنند؟ در ۲۴ نوامبر سال ۱۹۰۴ میلادی او بلوک‌های چوبی را در اطراف آیدلرهای تراکتور آزمایشی شماره ۷۷ خود نصب کرد. نتیجه باورنکردنی بود و تراکتورهای جدید زاده‌شدند. شرکت کاترپلار، به‌خاطر کاترپیلار ۳۰ و کاترپیلار ۶۰ بسیار مشهور شد.
شرکت کاترپیلار در تاریخ ۱۵ آوریل سال ۱۹۲۵ از ادغام شرکت تولیدی هولت (به انگلیسی: Holt Manufacturing Company) از استوکتون و شرکت گس ترکشن (به انگلیسی: C. L. Best Gas Traction Company) از سن‌لاندرو، کالیفرنیا تشکیل شد.

فروش سال نخست این شرکت، معادل ۱۳ میلیون دلار بود. تا سال ۱۹۲۹ میلادی فروش تا مرز ۵۲ میلیون دلار افزایش یافت و این افزایش تا سال ۱۹۳۰ میلادی کماکان ادامه یافت. شرکت تولیدی هولت پیشتاز به‌کارگیری زنجیرهای کاترپیلار در جریان جنگ اول جهانی بوده‌است.

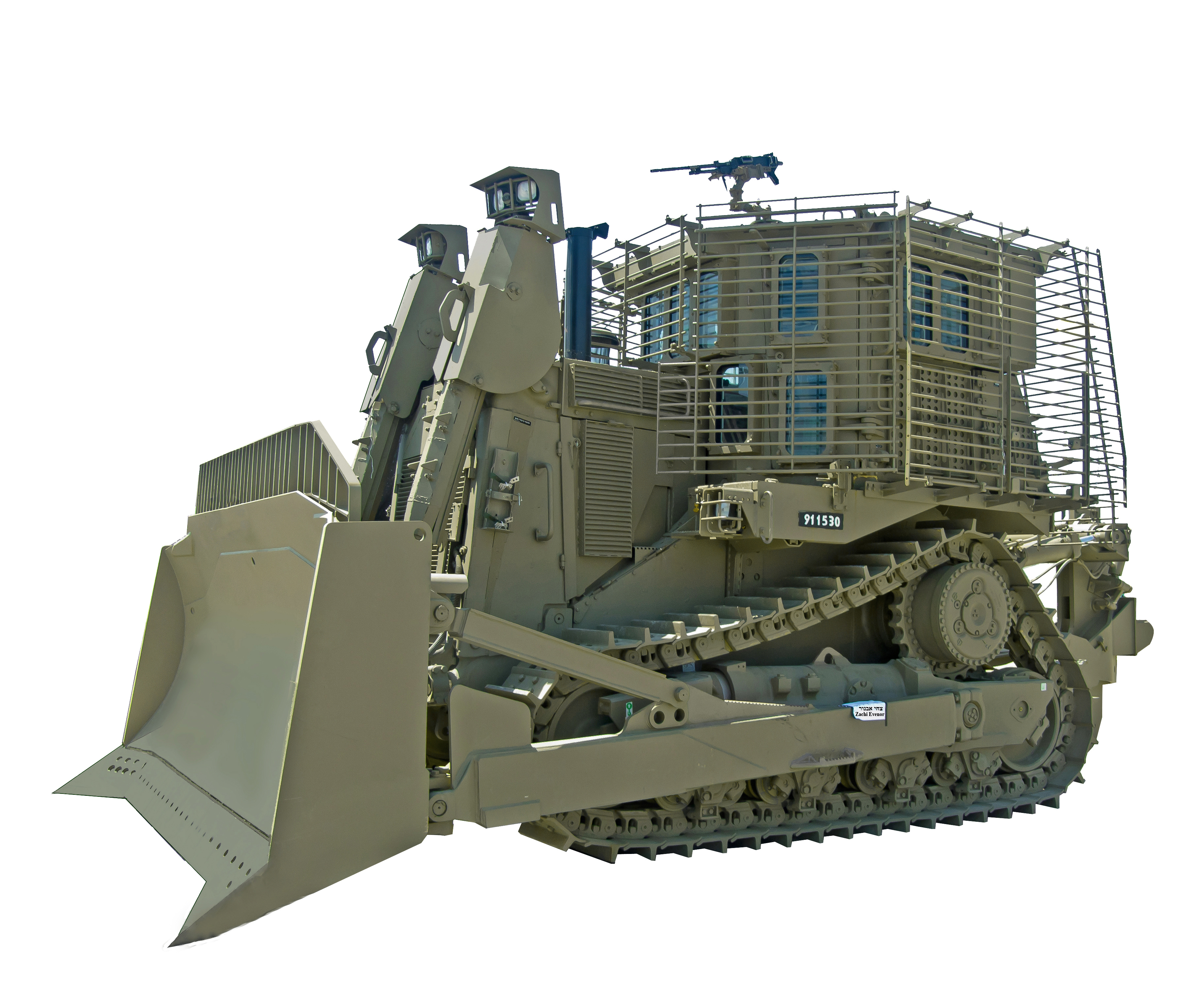
کاترپیلار دی۹

پس از ادغام دو شرکت، کاترپیلار دچار تغییرات بسیاری از جمله به‌کارگیری موتورهای دیزلی شد. محصولات این شرکت توسط نیروی دریایی ایالات متحده آمریکا مشهور شدند. در جریان جنگ جهانی دوم، رشد شرکت کاترپیلار سرعت گرفت و نخستین شعبهٔ آن، در بیرون آمریکا در سال ۱۹۵۰ میلادی شکل‌گرفت و آن، آغازی برای تبدیل این شرکت، به یک شرکت بین‌المللی بود. 

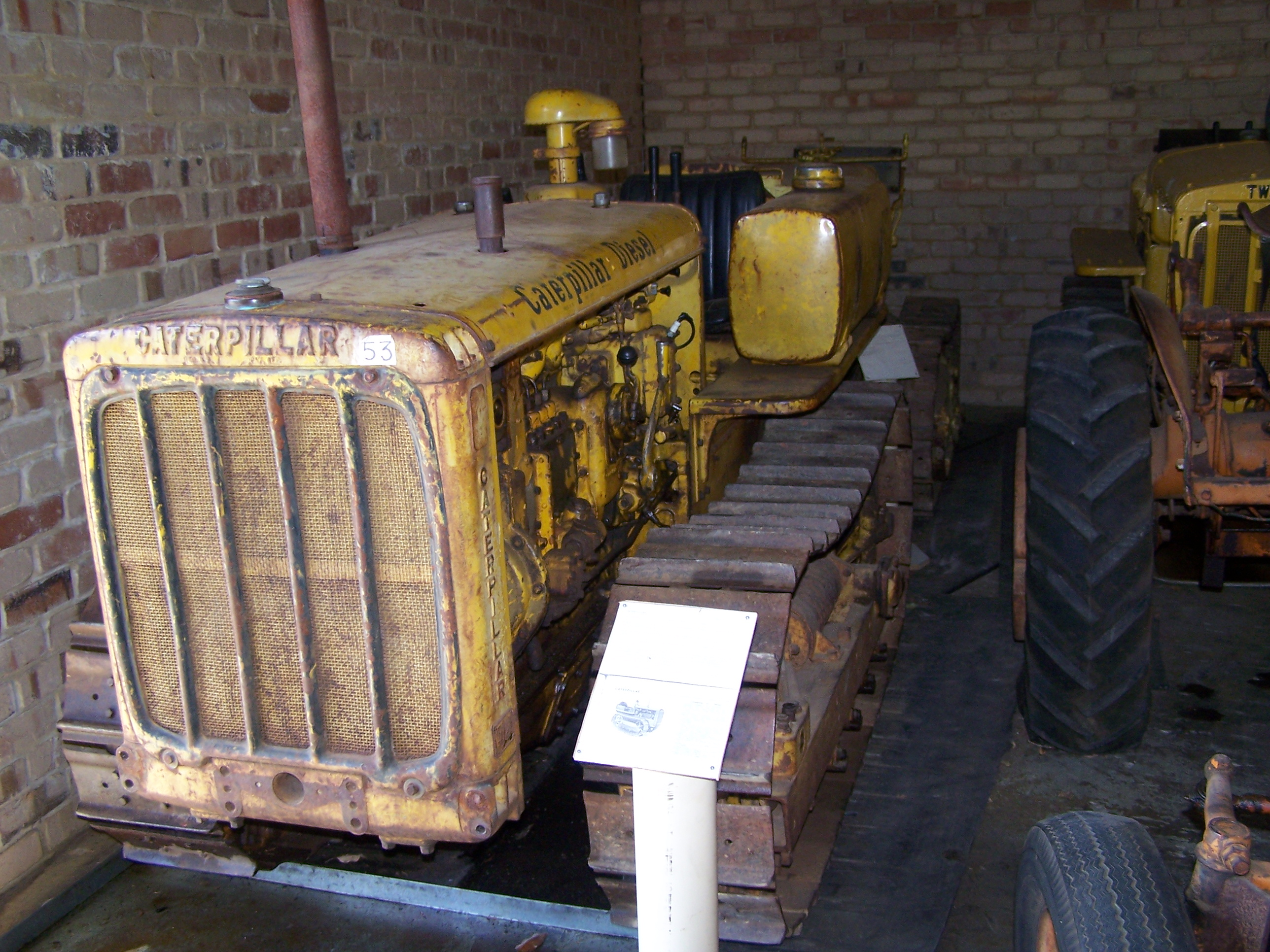
کاترپیلار D2 در معرض نمایش در موزهٔ تراکتور سرپانتین در جنوب استرالیا

محصولات کاترپیلار شامل تراکتورهای زنجیری، بیل‌های هیدرولیکی، بکهو لودرها، گریدر، دامپ‌تراک، لودر، تراکتورهای کشاورزی، موتورهای دیزلی، موتورهای گازی و توربین‌های گازی می‌باشد. این محصولات در راه‌سازی، معدن‌کاری، جنگل‌داری، انرژی، ترابری و جابجایی مواد، استفاده می‌شوند. بولدوزرهای کاترپیلار در دوران جنگ جهانی اول، نقش حیاتی داشتند.

## منشأ نام

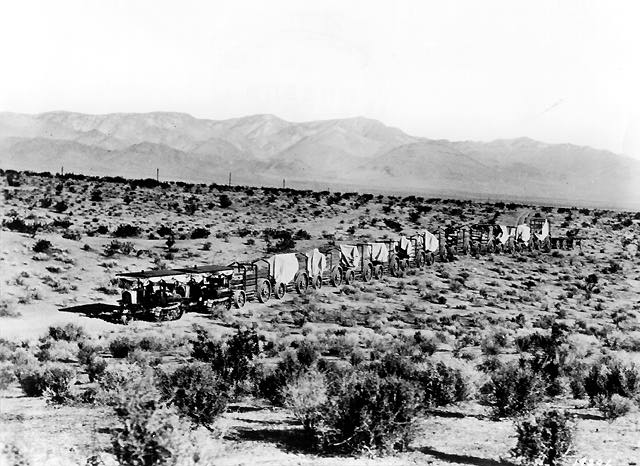
دو عدد کاترپیلار ۴۵ بخار که به صورت تیمی از واگن‌ها در صحرای موهاوی در حال حفر کانال‌های آب کالیفرنیا در سال ۱۹۰۹ میلادی هستند.

تراکتورهای بخار در دهه ۱۸۹۰ و اوایل دهه ۱۹۰۰ نسبتاً سنگین بودند که گاهی وزنی تا ۱۰۰۰ پوند (۴۵۰کیلوگرم) در هر اسب بخار داشتند و بیشتر متعلق به ثروتمندان بود، که مربوط به زمین‌های نرم دلتای دره سن‌واکین که از اطراف با استوکتون کالیفرنیا پوشیده شده بود.
بنجامین هولت تلاش کرد تا این مشکل را با افزایش اندازه و عرض چرخ‌ها تا ۲٫۳ متر طول و ۱٫۸ متر عرض حل کند که تراکتوری با ۱۴ متر پهنا تولید کرد. اما همین تراکتورها به‌طور فزاینده‌ای پیچیده، گران و با نگهداری سخت بودند.
راه حل دیگر که مورد توجه قرار گرفت، خواباندن یک بخش جاده موقتی در جلوی تراکتور بخار بود. اما این کار نیز وقتگیر و گران بود و با وسایل دیگر در زمین برخورد می‌کرد. هولت به اندیشه قراردادن بخش‌هایی اطراف چرخ‌ها افتاد. او چرخ‌هایی را بر ۴۰ اسب بخار (۳۰کیلووات) با موتور هولت بخاری شماره ۷۷ جایگزین کرد، که با مجموعه‌ای از بخش چوبی پیچ شده به صورت زنجیر است. در روز شکرگزاری، ۲۴ نوامبر در سال ۱۹۰۴ او به‌طور موفقیت‌آمیزی شخم زمین را در منطقه مرطوب جزیره رابرتز انجام داد. عکاس شرکت، چارلز کلمنت گزارش کرده بود، که تراکتور مانند کاترپیلار (کرم پیله ساز) حرکت می‌کند و هولت از این تشبیه خوشش آمد و این نام بر روی آن ماند. برخی منابع گرچه آن را به نام سربازان بریتانیایی در ژوئیه ۱۹۰۷ نسبت دادند. دو سال بعد، هولت تراکتور نیرو گرفته با بخارش را، به ارزش ۵٫۵۰۰ دلار فروخت.
هولت حق ثبت اختراع را برای نخستین بار برای یک مسیر مستمر عملی برای به‌کارگیری تراکتور در ۷ دسامبر ۱۹۰۷ برای بهبود موتور کششی‌اش دریافت کرد.

## نگارخانه

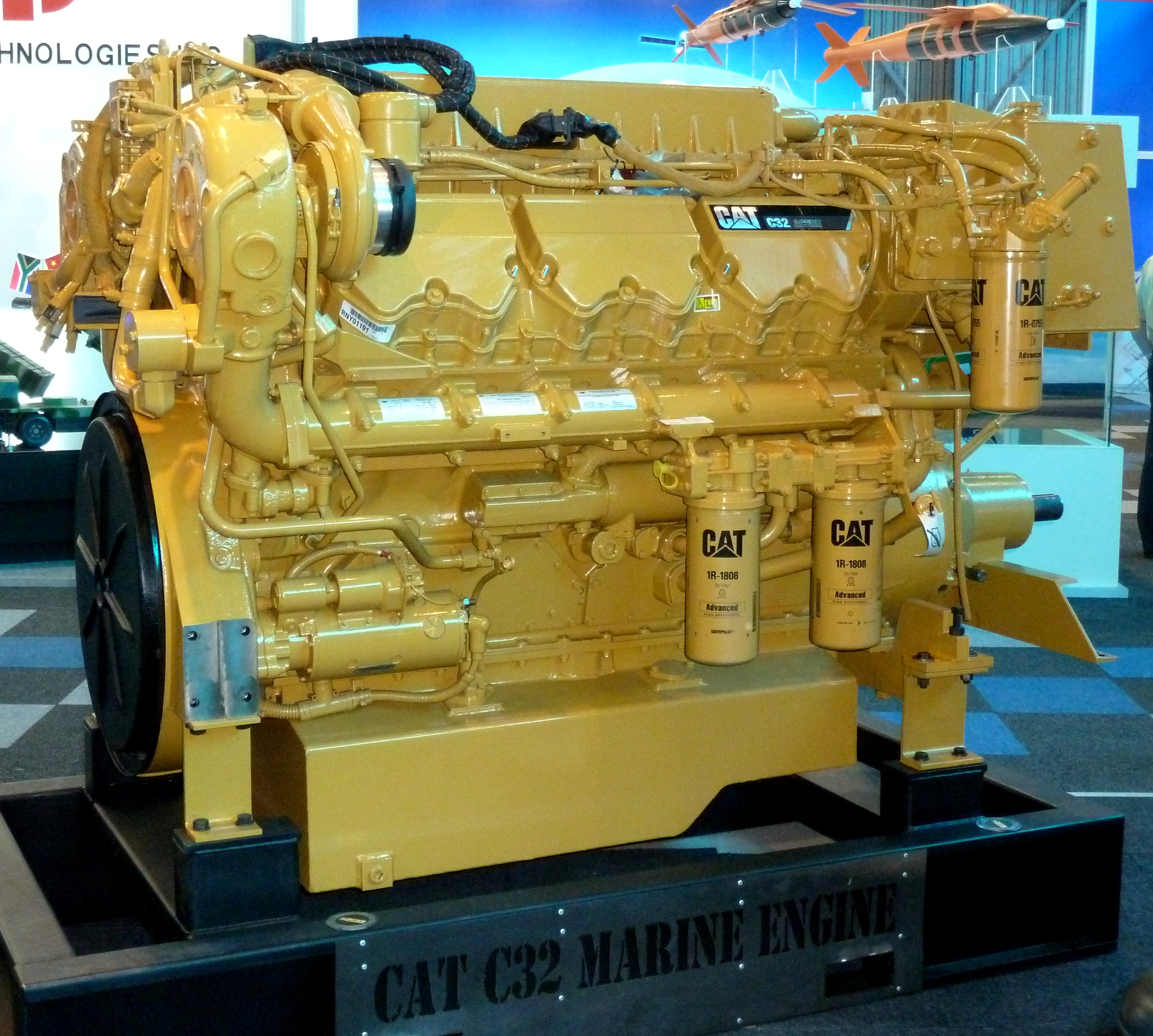
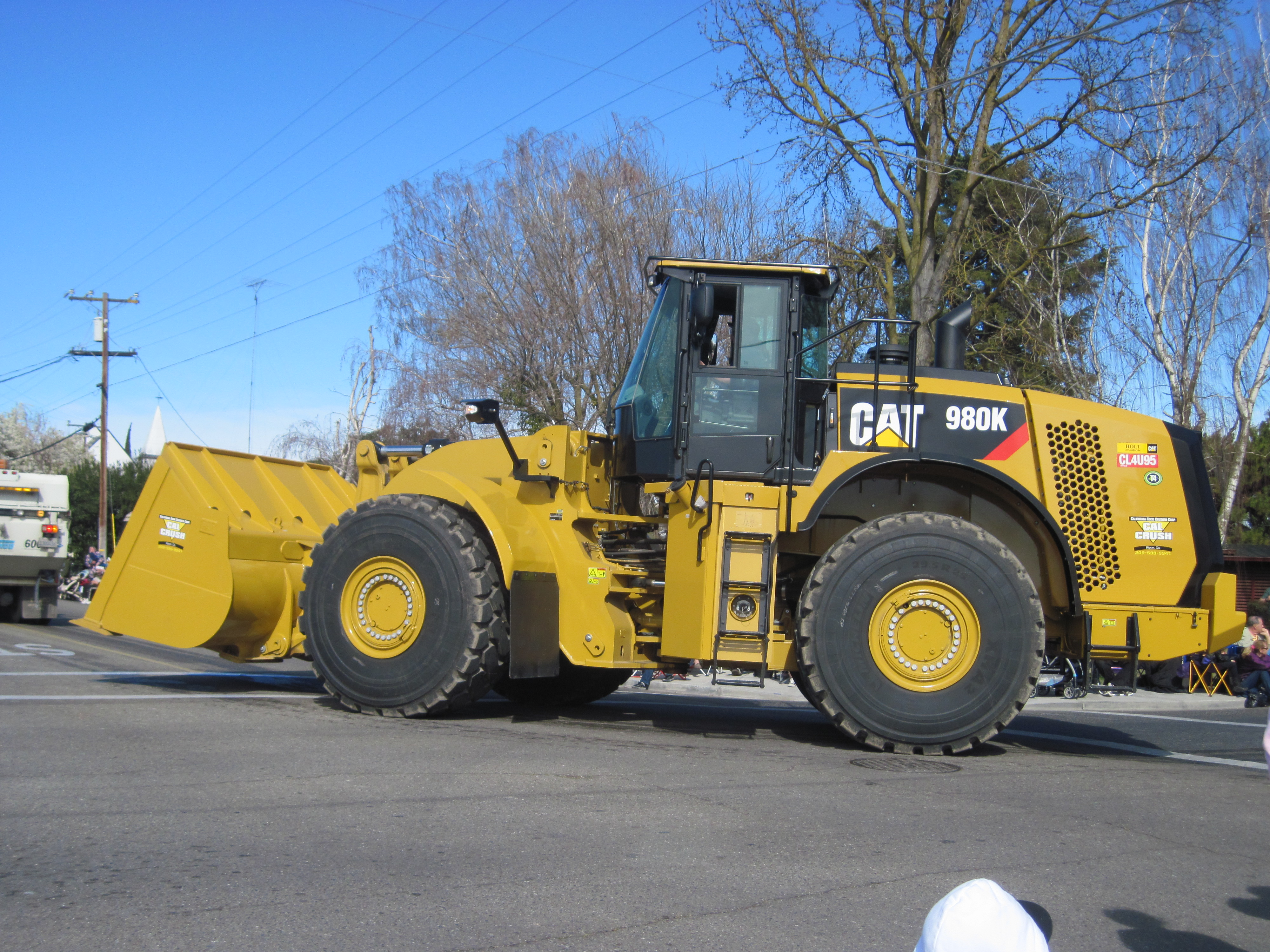
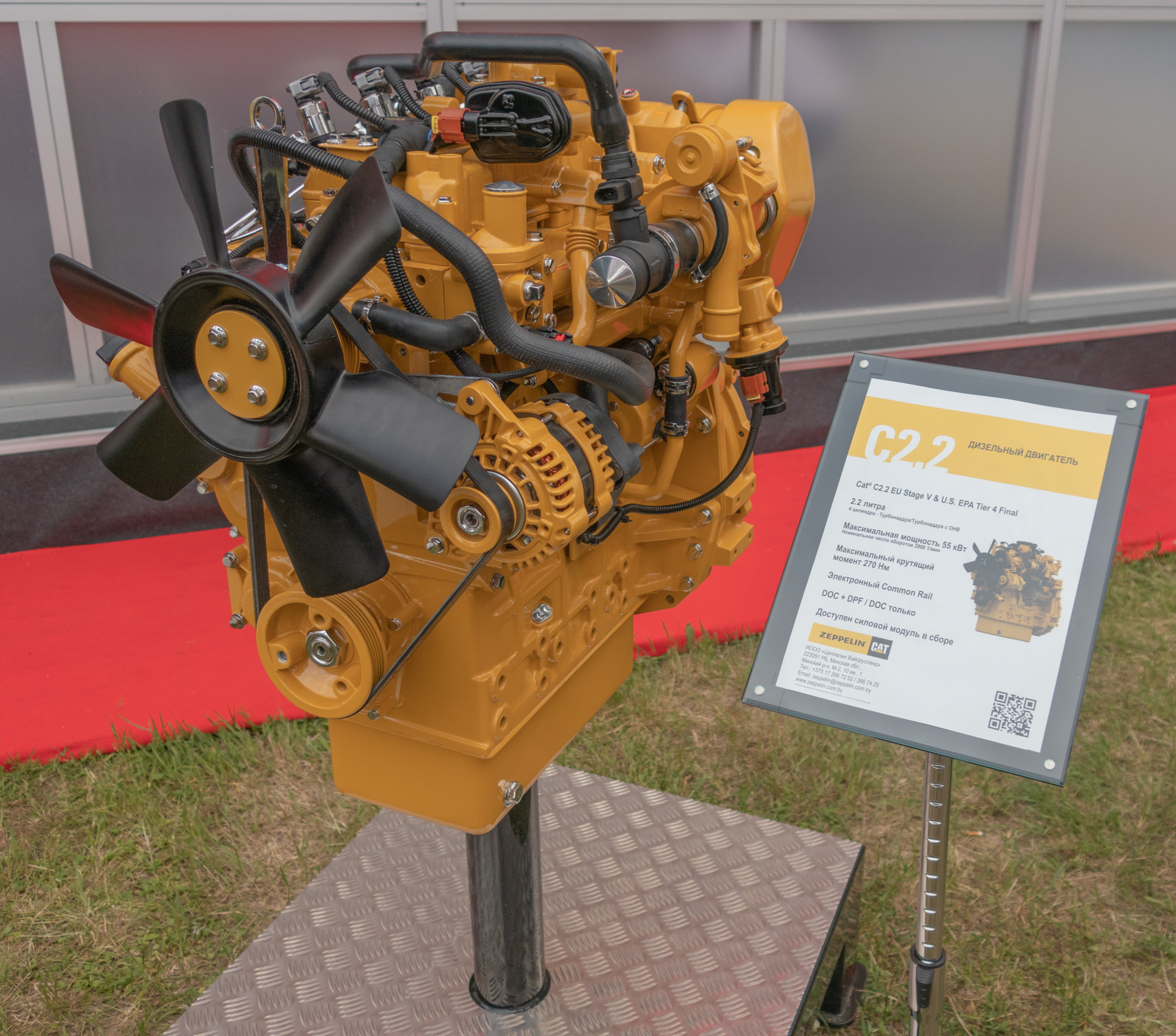
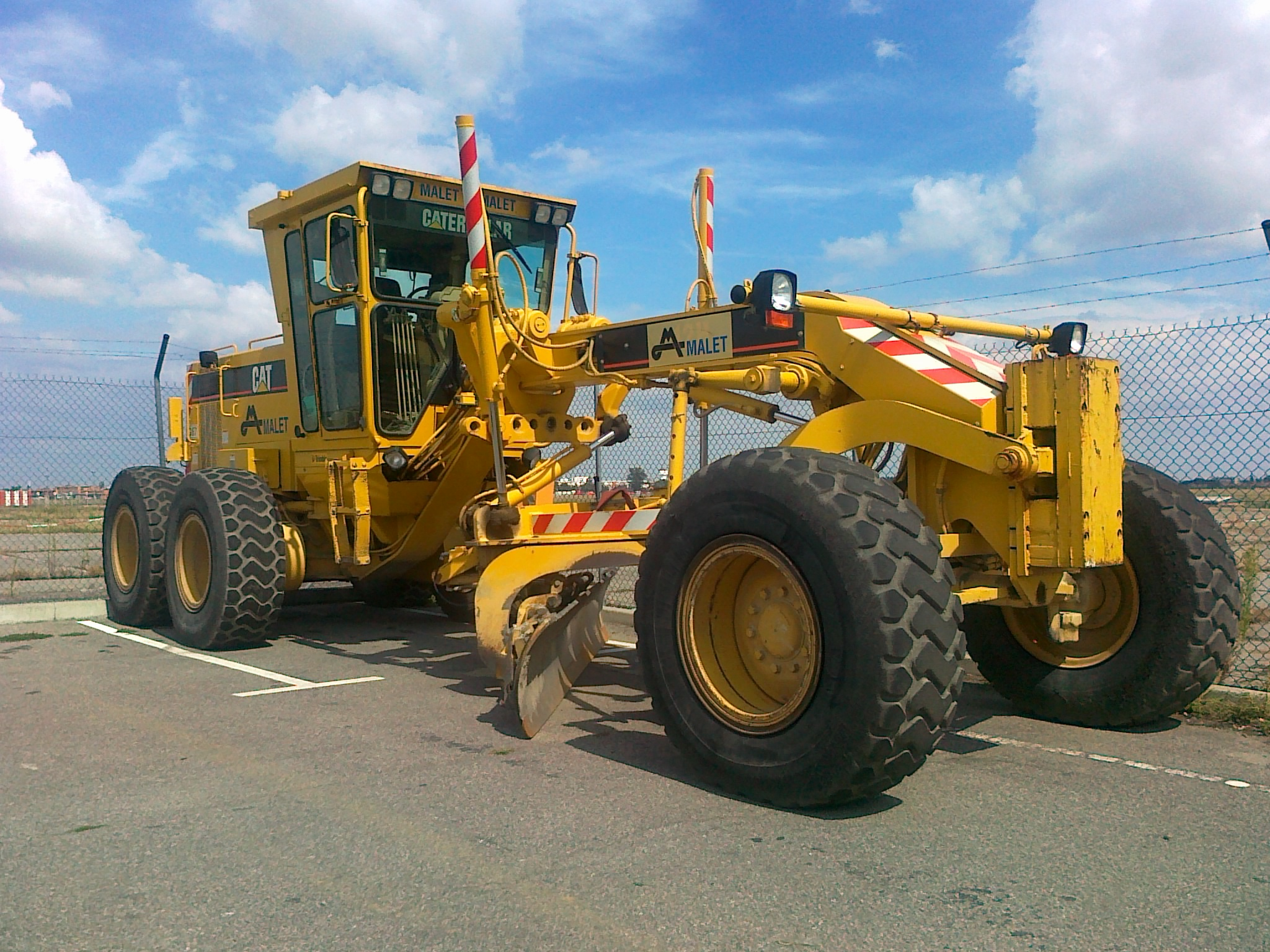
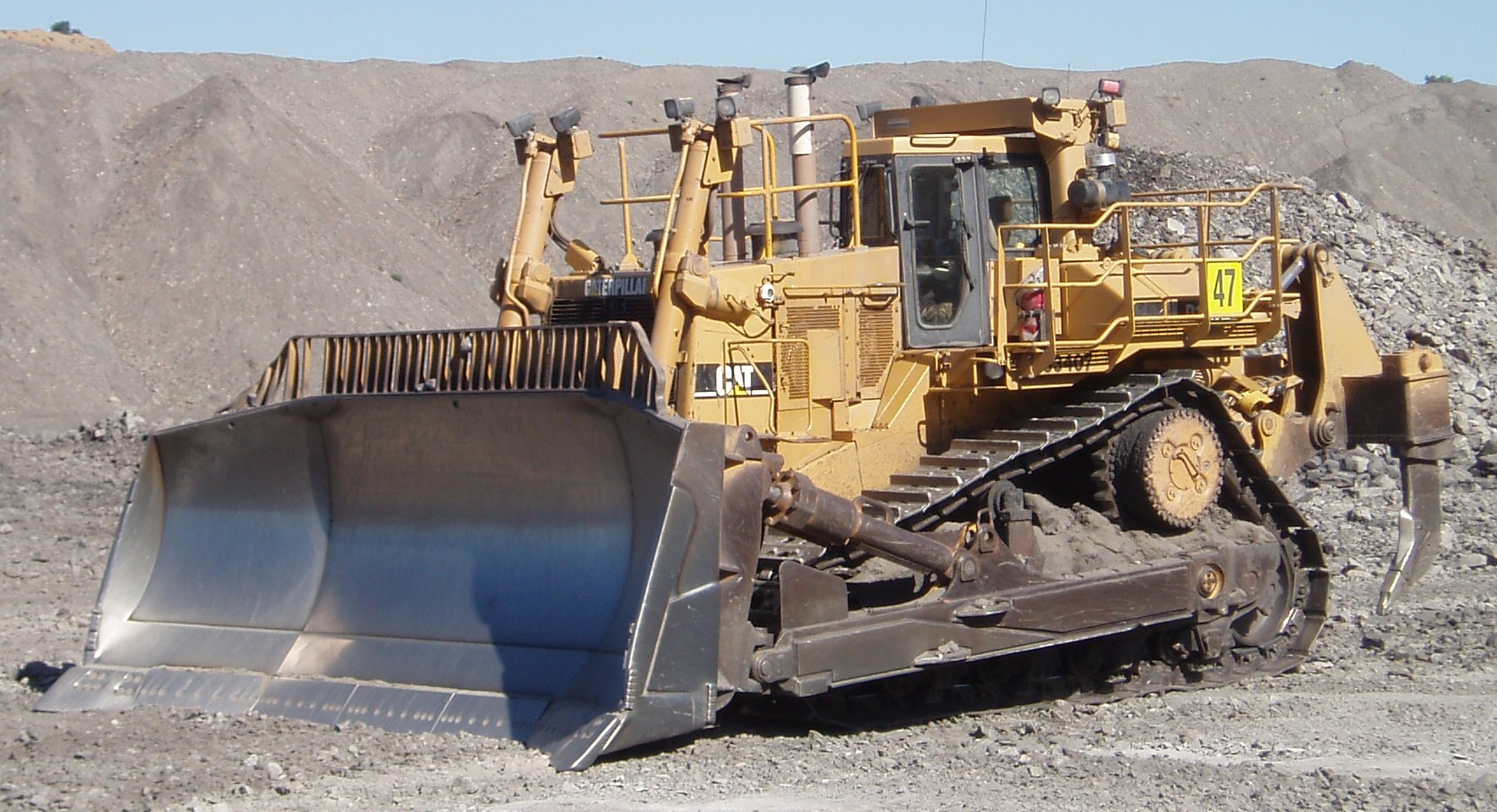
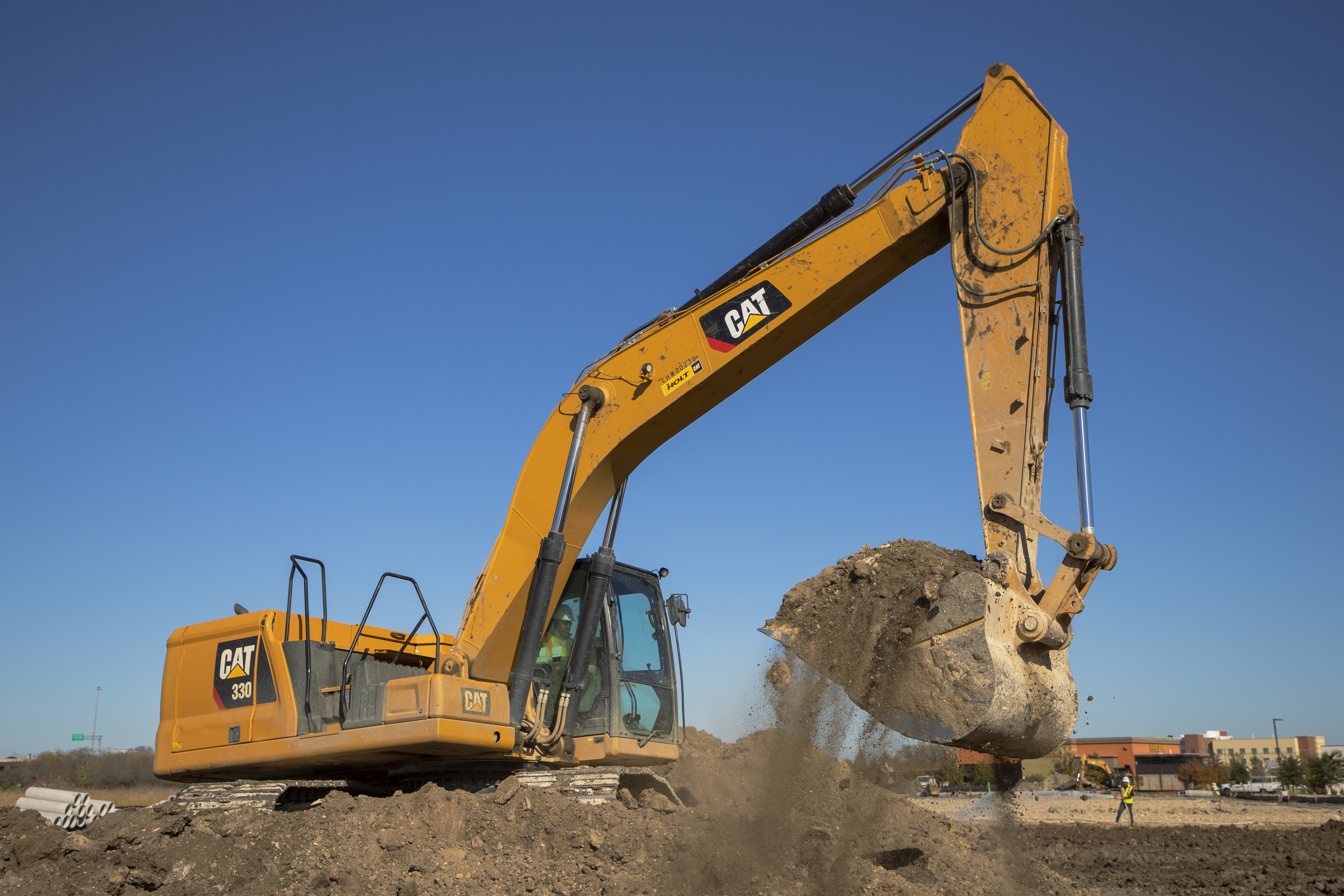
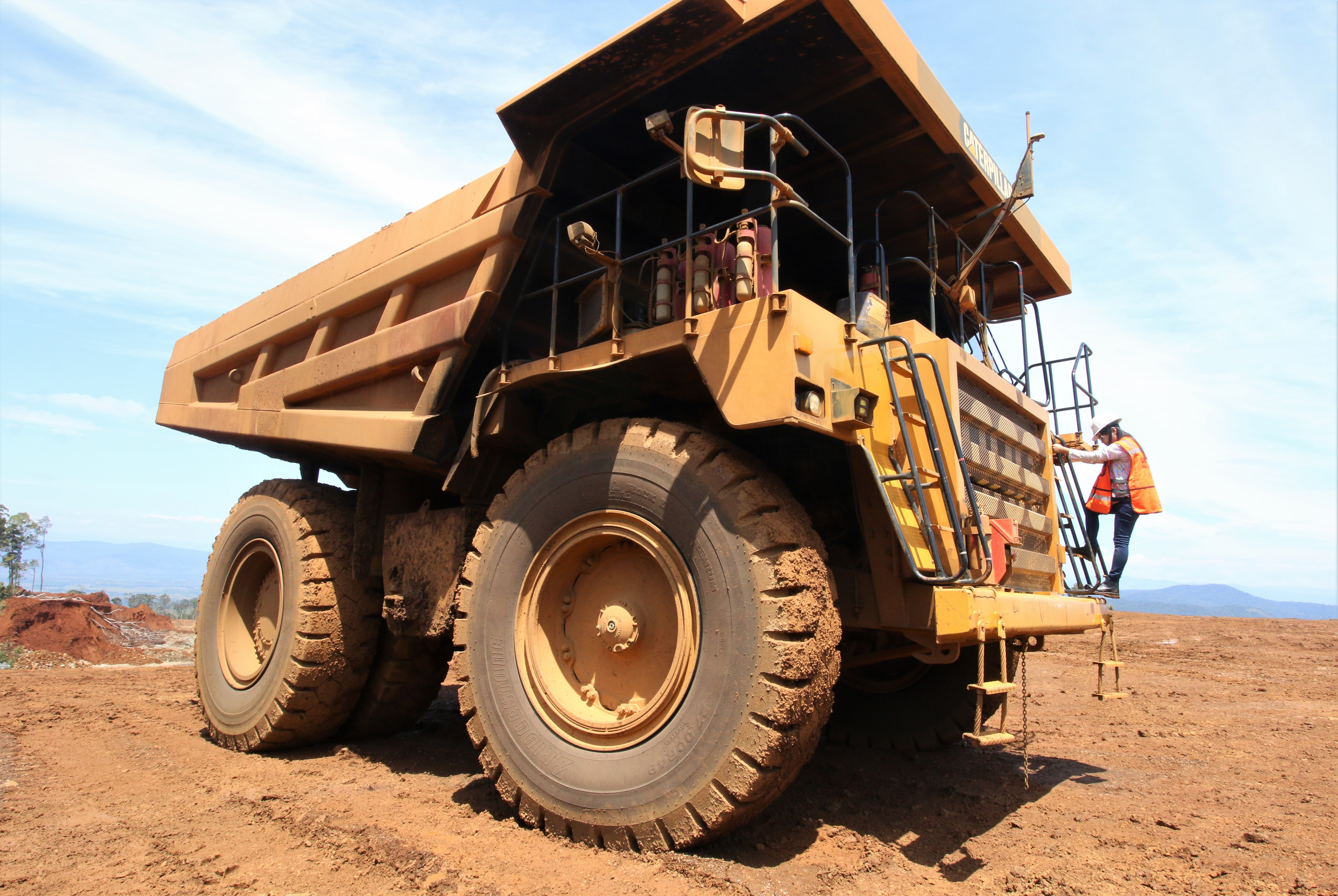